# The U.S. vs. John Lennon
The U.S. vs. John Lennon es un documental sobre la transformación del músico británico John Lennon en un ferviente defensor del antibelicismo.

## Sinopsis
Entre el 1966 y el 1977 John Lennon, miembro fundador de los Beatles, encamina una transformación de simple icono musical a activista pacifista. Los directores investigan sobre ésta transformación y sobre su impacto en la historia estadounidense.
Mientras el Beatle es inscrito en la lista negra del Gobierno estadounidense y considerado a un peligroso subversivo, después de años de silencio, muchos jóvenes y no sólo, logran a reaccionar y a levantar la voz.

Hace falta actuar contra la guerra de Vietnam, las represiones de la policía durante mítines y manifestaciones, la falta de verdadera democracia.

John Lennon se vuelve por años uno de los pocos aglutinantes entre el movimiento pacifista en sus flequillos revolucionarios y la opinión pública, hasta su asesinato, ocurrido el 8 de diciembre de 1980, por mano de Mark David Chapman.
El documental fue presentado a la 63.er Exhibición Internacional de arte Cinematográfico de Venecia (Mostra de Venecia 2006), ha recibido el premio Cine de Essai 'Cicae' en la sección 'Orizonti Doc.'

## Canciones de la película
Todas fueron escritas por John Lennon, salvo donde hay notas.
1. "Power to the People" – 3:22
2. "Nobody Told Me" – 3:34
3. "Working Class Hero" – 3:48
4. "I Found Out" – 3:37
5. "Bed Peace"
6. "The Ballad of John and Yoko" (John Lennon/Paul McCartney) – 3:00
7. "Give Peace a Chance" (John Lennon/Paul McCartney) – 4:50
8. "Love" – 3:23
9. "Happy Xmas (War is Over)"  – 3:37
10. "I Don't Wanna Be a Soldier Mama" – 6:05
11. "Imagine" – 3:02
12. "How Do You Sleep" (instrumental)
13. "New York City" – 4:30
14. "Scared"
15. "God" – 4:09
16. "Here We Go Again"
17. "Gimme Some Truth" – 3:15
18. "Oh My Love"  – 2:44
19. "Instant Karma!" – 3:20